# Čoltovo
Čoltovo é um município da Eslováquia, situado no distrito de Rožňava, na região de Košice. Tem 15,37 km² de área e sua população em 2018 foi estimada em 479 habitantes.

## Demografia
| Ano:        | 1994 | 2004    | 2014   | 2024   |
| ----------- | ---- | ------- | ------ | ------ |
| Broj ljudi: | 421  | 470     | 484    | 470    |
| Razlika:    |      | +11,63% | +2,97% | -2,89% |

| Ano:               | 2023 | 2024 |
| ------------------ | ---- | ---- |
| Número de pessoas: | 470  | 470  |
| Diferença:         |      | +0%  |